# Spyware
Uno spyware, in informatica, è un tipo di software che raccoglie informazioni riguardanti l'attività online di un utente senza il suo consenso. In un senso più ampio, il termine  è spesso usato per definire un'ampia gamma di malware (software maligni) dalle funzioni più diverse, quali l'invio di pubblicità non richiesta (spam), la modifica della pagina iniziale o della lista dei Preferiti del browser, oppure attività illegali quali la redirezione su falsi siti di commercio elettronico (phishing) o l'installazione di dialer truffaldini per numeri a tariffazione speciale.

## Diffusione
Gli spyware, a differenza dei virus e dei worm, non hanno la capacità di diffondersi autonomamente, quindi richiedono l'intervento dell'utente per essere installati. In questo senso sono dunque simili ai trojan. Uno spyware può essere installato sul computer di un ignaro utente sfruttando le consuete tecniche di ingegneria sociale. Molti programmi offerti "gratuitamente" su Internet nascondono in realtà un malware di questo tipo: il software dunque non è gratuito, ma viene pagato attraverso un'invasione della privacy dell'utente, spesso inconsapevole. In alcuni casi, la stessa applicazione che promette di liberare dagli spyware ha in realtà installato spyware o è essa stessa uno spyware.
Molti software sono diffusi dichiarando in modo più o meno esplicito di contenere un componente che verrà utilizzato per tracciare le abitudini di navigazione dell'utente: in questo caso siamo in presenza non di uno spyware propriamente detto, ma di un programma pubblicato con licenza adware. Talvolta l'installazione di spyware viene eseguita in maniera ancora più subdola, attraverso pagine Web appositamente realizzate per sfruttare le vulnerabilità dei browser o dei loro plug-in; in questo caso si parla di drive by download (o installazione tramite exploit).
Gli spyware possono anche far parte del payload di un malware a diffusione automatica, come un worm, ma questo metodo di diffusione è assai meno comune. Alcuni spyware vengono eseguiti solo quando si utilizza l'applicazione di cui fanno parte e con cui sono stati installati e la loro esecuzione cessa nel momento in cui si chiude detto programma. Molti hanno invece un comportamento più invasivo, simile a quello di molti trojan o worm: modificano infatti il sistema operativo del computer ospite in modo da essere eseguiti automaticamente ad ogni avvio. In alcuni casi il meccanismo dei cookies può assumere connotazioni e scopi simili a quelli degli spyware, ma generalmente con rischi nettamente più limitati per l'utente e con efficacia limitata al sito web che li usa.

## Potenziali danni causabili
Tali software  trasmettono i dati raccolti tramite Internet ad un'organizzazione che le utilizzerà per trarne profitto, solitamente attraverso l'invio di pubblicità mirata. I programmi per la raccolta di dati che vengono installati con il consenso dell'utente (anche se spesso negando il consenso non viene installato il programma) non sono propriamente spyware, sempre che sia ben chiaro all'utente quali dati siano oggetto della raccolta ed a quali condizioni questa avvenga.
Gli spyware costituiscono innanzitutto una minaccia per la privacy dell'utente, in quanto carpiscono senza autorizzazione informazioni sul suo comportamento quando connesso ad Internet: tempo medio di navigazione, orari di connessione, siti Web visitati, se non dati più riservati come gli indirizzi di posta elettronica e le password. Le informazioni raccolte vengono inviate ad un computer remoto che provvede ad inviare pubblicità mirata sulle preferenze ricavate dall'analisi del comportamento di navigazione. Gli annunci possono essere ricevuti sotto forma di pop-up, banner nei siti Web visitati o nel programma contenente lo spyware o, nei casi più invasivi, posta elettronica non richiesta (spam). Talvolta lo spyware è utilizzato da vere e proprie organizzazioni criminali, il cui obiettivo è utilizzare le informazioni raccolte per furti di denaro tramite i dati di home banking o tramite i numeri di carta di credito.
Questi malware portano con sé anche delle conseguenze sul funzionamento del computer su cui sono installati. I danni vanno dall'utilizzo di banda della connessione ad Internet, con conseguente riduzione della velocità percepita dall'utente, all'occupazione di cicli di CPU e di spazio nella memoria RAM, fino all'instabilità o al blocco del sistema. Tali conseguenze sono effetti collaterali dell'attività principale degli spyware, ossia quella della raccolta di informazioni. Nessuno spyware ha lo scopo di rendere inutilizzabile il sistema su cui è installato, dato che esso deve essere funzionante per consentire la raccolta e l'invio delle informazioni. Malfunzionamenti sono tuttavia piuttosto comuni, soprattutto nel caso si accumulino molti spyware.
I sistemi Windows non protetti, se usati con inconsapevole leggerezza, possono accumulare centinaia di spyware. La presenza di una tale mole di applicazioni indesiderate causa una notevole diminuzione delle prestazioni del sistema e considerevoli problemi di stabilità. Un altro sintomo comune di una grave infezione da spyware è la difficoltà di connettersi ad Internet, oppure la presenza di tentativi di connessione non richiesti dall'utente.
Spesso tali malfunzionamenti vengono attribuiti dall'utente a difetti del sistema operativo, a problemi hardware o a virus, causando quindi azioni radicali come la formattazione e reinstallazione del sistema operativo o il ricorso all'assistenza tecnica, con notevoli perdite di tempo e di denaro.
Alcuni spyware inducono perfino a credere che l'eventuale firewall installato sul computer stia funzionando male, simulando messaggi di errore di applicazioni legittime allo scopo di indurre l'utente a concedere l'accesso ad Internet al componente spyware, se non addirittura a disabilitare o disinstallare il firewall stesso.

## Strumenti di difesa
L'arma migliore per difendersi dagli spyware è diffidare da qualsiasi software offerto gratuitamente su Internet da siti che non siano quelli ufficiali: come detto, l'inclusione in programmi molto scaricati è il mezzo più frequente di diffusione di questi malware. Evitare di visitare siti "sospetti", come quelli che offrono software pirata o crack è un'altra precauzione salutare, così come l'astenersi dal seguire i link contenuti nei messaggi di spam (posta indesiderata) ricevuti nella casella di posta elettronica. Mantenere sempre il proprio sistema operativo aggiornato con le patch pubblicate dal produttore previene l'installazione di spyware che sfruttano vulnerabilità del sistema.
Non tutti i software gratuiti nascondono spyware: in rete si possono trovare molti programmi gratuiti che nulla hanno a che vedere con gli spyware, in particolare i programmi cosiddetti open source. Mentre i software distribuiti gratuitamente secondo il modello di freeware possono contenere spyware (e non essere del tutto gratis), i programmi open source vengono distribuiti come codice sorgente: la disponibilità di codice analizzabile rende molto improbabile che istruzioni deliberatamente maligne possano passare a lungo inosservate. L'open source rappresenta pertanto un terreno alquanto improduttivo per i creatori di spyware.
Un discreto livello di protezione contro l'azione degli spyware può essere offerto dall'installazione di un personal firewall, che permette in alcuni casi di negare l'accesso ad Internet ad applicazioni sospette. La presenza di un antivirus può non essere sufficiente a proteggere dagli spyware, dato che essi non sono virus o worm; va tuttavia sottolineato che molti antivirus hanno da tempo integrato il riconoscimento preventivo degli spyware nelle funzionalità del proprio motore di scansione. Esistono inoltre specifici programmi antispyware, e cioè concepiti appositamente per rilevare e cancellare spyware dal sistema. Bisogna tuttavia tenere presente che la rimozione di un componente spyware potrebbe causare il malfunzionamento del software di cui esso faceva parte, e che non tutti gli spyware vengono sempre riconosciuti o rimossi da antivirus e antispyware.
Come risulta chiaramente, non esiste un modo per difendersi completamente dallo spyware, esistono comportamenti e tecniche per limitarne il raggio d'azione.
Ad oggi una delle maggiori minacce alla diffusione dello spyware è dovuta all'utilizzo di browser particolarmente vulnerabili come le vecchie versioni di Microsoft Internet Explorer, oppure non aggiornati e conseguentemente non protetti.